# Keenan Brock
Keenan Brock (Estados Unidos, 6 de enero de 1992) es un atleta estadounidense especializado en la prueba de 200 m, en la que consiguió ser medallista de bronce mundial juvenil en 2009.

## Carrera deportiva
En el Campeonato Mundial Juvenil de Atletismo de 2009 ganó la medalla de bronce en los 200 metros, con un tiempo de 21.39 segundos, llegando a meta tras el granadino Kirani James y el español Alberto Gavalda (plata con 21.33 segundos).